# Pennergame
Pennergame ist ein satirisches Browserspiel der Farbflut Entertainment GmbH. Es gehörte im Oktober 2008 laut „Google AdPlanner“ zu den 100 beliebtesten Seiten des deutschsprachigen Internets und besitzt laut Betreiberangaben über 2,1 Millionen Accounts.

## Geschichte
Im Mai 2012 erwarb das Hamburger Investmentunternehmen iVentureCapital GmbH eine Mehrheitsbeteiligung an der Farbflut Entertainment GmbH.

## Spielprinzip
Ziel des Spiels ist es, seinen Charakter, einen Obdachlosen, vom untalentierten Niemand zum Bettel-König aufsteigen zu lassen. Zum Erreichen des Spielzieles können u. a. Fähigkeiten wie Angriff und Verteidigung ausgebildet und gegen andere Spieler eingesetzt werden. Des Weiteren bietet das Spiel die Möglichkeit, Banden zu gründen oder beizutreten, die Bündnisse eingehen oder Kriege gegeneinander führen können.
Das Spiel bietet als wichtigstes Element die Weiterbildung der Skills, also der Fähigkeiten des Obdachlosen. Dies dient der Effizienz des Spielers beim Kampf und ermöglicht das Auffinden neuer Schnorrplätze, neuer Übernachtungsmöglichkeiten sowie neuer Ausrüstungsgegenstände. Haupteinnahmequelle des Penners sind Spenden durch Referrer-Links. Zusätzlich kann der Spieler Pfandflaschen sammeln und bei variierendem Erlös verkaufen, Geld bei (Haustier-)Kämpfen ergattern, Verbrechen begehen, durch den Kauf von Losen Geld gewinnen, gesammelten Plunder verkaufen oder sich Geld aus der Bandenkasse auszahlen lassen. Der Spieler hat die Möglichkeit, ein virtuelles Haustier zu besitzen, welches Kämpfe für seinen Besitzer ausführen kann. Wie bei den anderen Ausrüstungsgegenständen steigt die Anzahl verfügbarer und kaufbarer Tiere mit dem Spielfortschritt.
Das Thema Alkohol nimmt eine bedeutende Rolle im Spiel ein. Ein hoher Promillewert verbessert die Laune des Penners und verkürzt die Dauer von Weiterbildungen, wirkt sich jedoch negativ auf die Verteidigungsfähigkeit sowie die Präzision bei Verbrechen aus. Aus Gründen des Jugendschutzes werden seit April 2009 die alkoholischen Getränke tagsüber durch nichtalkoholische ersetzt.
Bis zu 30 Spieler können sich in einer Bande zusammenfinden. Diese können dann gemeinschaftliches Eigentum erwerben, das jedem Bandenmitglied bestimmte Vorteile gewährt. Banden können gegeneinander Kämpfe führen und sich untereinander verbünden. Zusätzlich gibt es zum schnellen Informationsaustausch mit verbündeten Banden einen bandeninternen Chat, der für alle Mitglieder der betreffenden Banden – solange ein Bündnis besteht – zur freien Verfügung steht. Darüber hinaus gibt es spezielle Stadtteilkämpfe um die Bezirke der jeweiligen Städte. Ein besonderes Highlight bietet neben der Highscore eine Bandenliga, in der die Banden in einer Diamant-, Platin-, Gold-, Silber-, Bronze- und Qualifikationsliga um den Aufstieg in die nächsthöhere bzw. den Sieg in der jeweiligen Liga – verbunden mit Auszeichnungen für die ersten drei Banden, abgesehen von der Qualifikationsliga – kämpfen.
Das Spiel findet wahlweise im virtuellen Hamburg, Berlin, München, Köln bzw. auf Sylt oder Malle statt; im November 2014 wurde eine Version vorgestellt, die im Vatikan spielt, im März 2016 folgte eine Atlantis-Version. Zeitweise existierten auch einige Ableger, die in weiteren Metropolen spielen: Dossergame für englische, Menelgame für polnische, Clodogame für französische, Mendigogame für spanische, Serserionline für türkische und Bumrise für US-amerikanische Spieler. Die Schauplätze sind in diesen Spielen London, Warschau, Paris, Madrid, Istanbul und New York. Diese Versionen sind seit Mitte des Jahres 2017 nicht mehr online.
Der Nachfolger namens „Pennergame 2“ wurde 2013 gestartet, aufgrund schwacher Nachfrage jedoch ab 2015 nicht mehr weiter ausgebaut und im April 2018 eingestellt. Das Original „Pennergame“ ist weiterhin spielbar.

## Kritik
Am 14. November 2008 forderte die SPD-Abgeordnete Ksenija Bekeris die sofortige Einstellung des Spiels, da es die Würde Obdachloser verletze. Gemäß dem Streisand-Effekt wurde das Spiel daraufhin durch unzählige Erwähnungen unter anderem in Spiegel Online und Welt Online weiten Bevölkerungsteilen bekannt. Laut Angaben des Betreibers wird ein Teil der Einnahmen des Spiels durch Werbung und so genannte „Kronkorken“ (Bezahlmittel für Premiumfeatures) für die Unterstützung von Obdachlosenorganisationen in Hamburg eingesetzt. Betreiber von Websites mit öffentlicher Kommentarfunktion kritisieren das Spammen von Referrer-Links durch Spieler. Hierbei erhält der Spieler für jeden Klick auf seinen Link virtuelles Geld.